# South Padre Island (wyspa)
South Padre Island – wyspa barierowa leżąca na terenie hrabstw Cameron i Willacy w USA w stanie Teksas. Wyspa powstała w wyniku utworzenia kanału Port Mansfield Channel (26°33′47,3″N 97°17′44,3″W/26,563139 -97,295639), który podzielił wyspę Padre. Na wyspie znajduje się ośrodek wypoczynkowy South Padre Island.
Przed przybyciem europejskich osadników do Ameryki Północnej wyspa była zamieszkana przez plemiona rdzennych Amerykanów. Prawdopodobnie pierwsza osada cywilizacji zachodniej została założona przez ojca José Nicolása Ballíego, pierwszego misjonarza w hrabstwie Cameron, który założył ranczo dla bydła na początku XIX wieku.
Do 1962 roku większość wyspy została zamknięta i objęta ochroną przez biuro National Park Service, na pozostałych terenach nieobjętych ochroną zezwolono na osiedlanie się. Przybywający zaczęli rozwijać gospodarkę na wyspie i w sąsiadującym z nią mieście Port Isabel. Do 1978 roku populacja wyspy wynosiła 314, dekadę później wzrosła do 1012 i powstało na niej 111 firm. Głównym źródłem dochodów wyspy jest turystyka. Ciepłe wody Zatoki Meksykańskiej przyciągają turystów, a obfitość ryb wędkarzy. Wyspa jest popularnym miejscem wakacyjnego i weekendowego wypoczynku. Na wyspie znajduje się kilka parków i miejsc rekreacji, w tym kilka parków z dostępem do plaży, m.in. najbardziej wysunięty na południe Isla Blanca Park.